# Charaxes phlegonotis
Charaxes phlegonotis är en fjärilsart som beskrevs av Hans Fruhstorfer 1914. Charaxes phlegonotis ingår i släktet Charaxes och familjen praktfjärilar. Inga underarter finns listade i Catalogue of Life.